# Nature morte au vieux soulier
Nature morte au vieux soulier est une toile de Joan Miró, peinte en 1937, et qui est actuellement au Museum of Modern Art.  Elle est décrite par Miró comme l'une de ses œuvres majeures et, plus généralement, comme une pièce clef de la période réaliste du peintre.

## Contexte
La toile est peinte à Paris en 1937, où il se rendit pendant la guerre civile espagnole. Il s'inscrivit à l'Académie de la Grande Chaumière pour pouvoir travailler par manque d'espace. Cette peinture reflète son angoisse devant la situation que vivait son pays. Comme le soulignent ses critiques, la guerre l'obligeait à changer « la relation presque platonique avec la révolution par l'urgence du présent ». On a vu dans cette œuvre une relation avec Guernica de Picasso.
La nature morte n'est pas un genre commun dans son œuvre, ce qui explique la place importante de cette peinture dans sa production.

## Description
Pour peindre cette huile sur toile de 81,3 × 116,8 cm, l'artiste s'inspire de la toile Chaussures de paysan de Van Gogh et met en scène les restes d'un repas avec une vieille chaussure. Les couleurs sont vives et agressives et accentuent une violente mise relief avec un paysage en flammes, infernal. L'incendie, pourtant, ne déforme pas les objets qui se demeurent malgré le désastre.
Sur une table, on peut observer de droite à gauche :
- un vieux soulier abîmé ;
- un crouton de pain noir ;
- une bouteille de gin ;
- une fourchette plantée dans une pomme.

Les couleurs dominantes sont le noir, le vert pour le fond, le brun pour les restes du repas, le jaune et le rouge pour le soulier au premier plan. L'ensemble dégage un sentiment de pauvreté apocalyptique, en relation directe avec la situation d'Espagne. Miró dit de sa toile qu'elle dégage une « réalité profonde et fascinante ». Le style est appelé « réalisme tragique ».
Le fond noir des objets forme aussi un horizon chargé de nuages aux formes anthropomorphiques, qui font dire à certains critiques qu'il s'agit d'une peinture tenant à la fois de la nature morte et du paysage.
La toile est conservée au Museum of Modern Art à New York (États-Unis).

## Postérité
Le tableau fait partie des « 105 œuvres décisives de la peinture occidentale » constituant le musée imaginaire de Michel Butor.